# Esta fue su hora más gloriosa

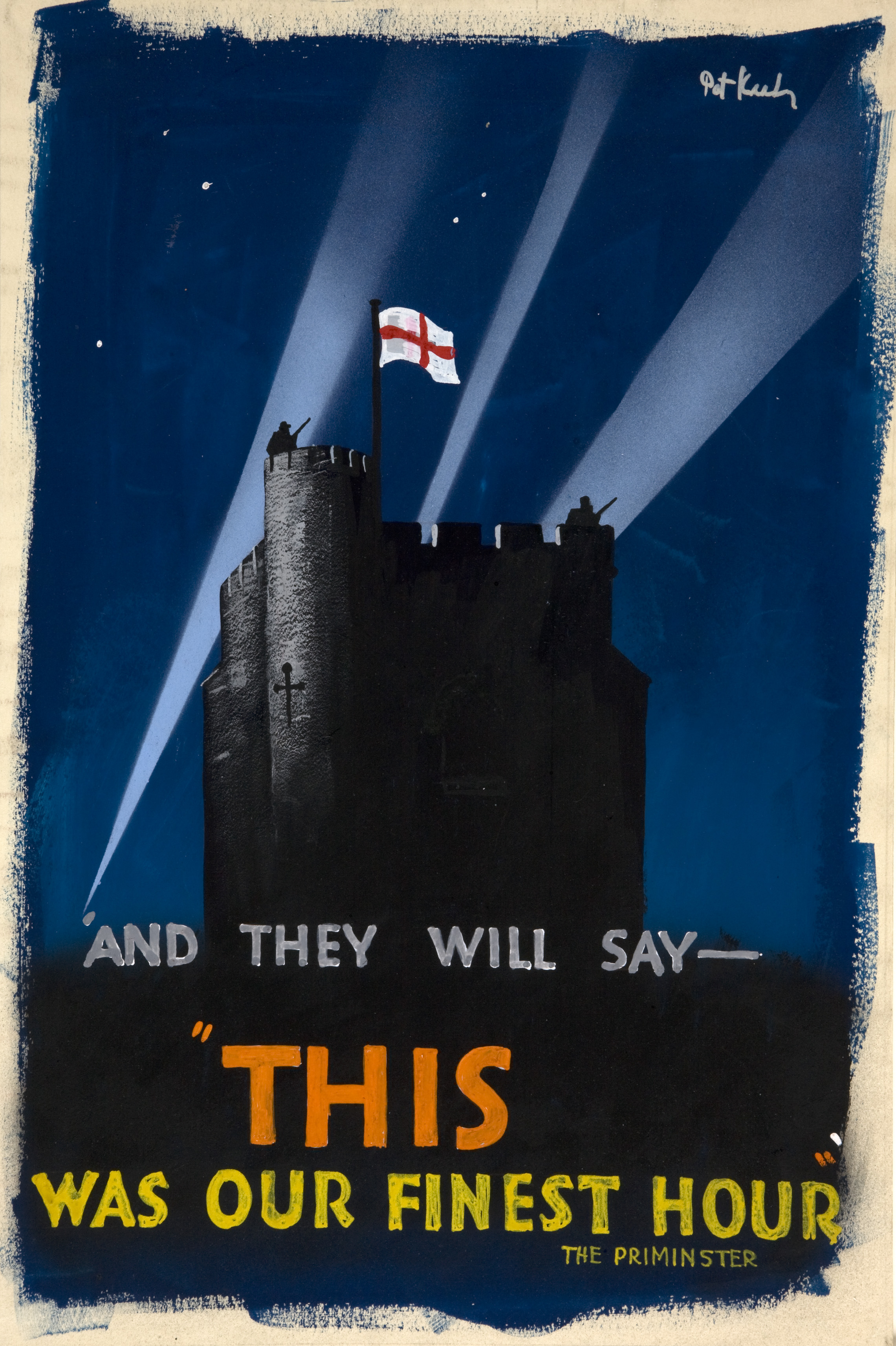
Cartel elaborado por Pat Keely para el gobierno británico durante la II Guerra Mundial, haciendo alusión al discurso de Winston Churchill.

«Esta fue su hora más gloriosa» (en inglés: This was their finest hour) es un discurso pronunciado por el primer ministro británico Winston Churchill en la Cámara de los Comunes del Parlamento del Reino Unido, el 18 de junio de 1940. 

## Situación histórica
El discurso fue pronunciado poco más de un mes después de asumir el cargo de Primer Ministro y fue el tercero de tres discursos que pronunció durante el período de la Batalla de Francia durante la Segunda Guerra Mundial, siendo los otros: el discurso Sangre, esfuerzo, lágrimas y sudor, del 13 de mayo, y el discurso Lucharemos en las playas del 4 de junio, ambos del mismo año.
En ese momento se había producido la ocupación de París por parte de Wehrmacht, la arrancada de la batalla de Inglaterra era inminente y los Estados Unidos, que sería su gran aliado, todavía no había entrado en la guerra.
En su discurso, Churchill justificó el bajo nivel de apoyo que se le pudo haber brindado a Francia desde Dunkerque, e informó sobre la evacuación exitosa de la mayoría de las fuerzas de apoyo. Revisó las fuerzas disponibles para prevenir o rechazar cualquier intento de invasión, informó mensajes de apoyo de los Dominios y justificó la confianza en la victoria, incluso si todavía no estaba claro cómo se podría lograr.
La exhortación, incluso en un momento de gran peligro aparente para la supervivencia nacional británica, habla no solo de supervivencia nacional e interés nacional, sino de causas nobles (libertad, civilización cristiana, los derechos de las naciones pequeñas) por las cuales el Reino Unido estaba luchando y por lo que Churchill pensó que Estados Unidos debería luchar.

## Exhortación
Hitler knows that he will have to break us in this island or lose the war. If we can stand up to him, all Europe may be freed and the life of the world may move forward into broad, sunlit uplands. But if we fail, then the whole world, including the United States, including all that we have known and cared for, will sink into the abyss of a new dark age made more sinister, and perhaps more protracted, by the lights of perverted science. Let us therefore brace ourselves to our duties, and so bear ourselves, that if the British Empire and its Commonwealth last for a thousand years, men will still say, "This was their finest hour".
Hitler sabe que tendrá que quebrantarnos en esta isla o perder la guerra. Si podemos hacer frente a él, toda Europa puede ser liberada y la vida del mundo puede avanzar hacia amplias tierras altas iluminadas por el sol. Pero si fallamos, entonces todo el mundo, incluidos los Estados Unidos, incluyendo todo lo que hemos conocido y cuidado, se hundirá en el abismo de una nueva era oscura que se hizo más siniestra, y quizás más prolongada, a las luces de la ciencia pervertida. Por lo tanto, aprendemos a cumplir con nuestros deberes, y así soportarnos, que si el Imperio británico y su Mancomunidad duran mil años, los hombres todavía dirán: "Esta fue su hora más gloriosa".
Winston Churchill. Cámara de los Comunes (18 de junio de 1940)

## Los ciudadanos de Barcelona puestos como ejemplo

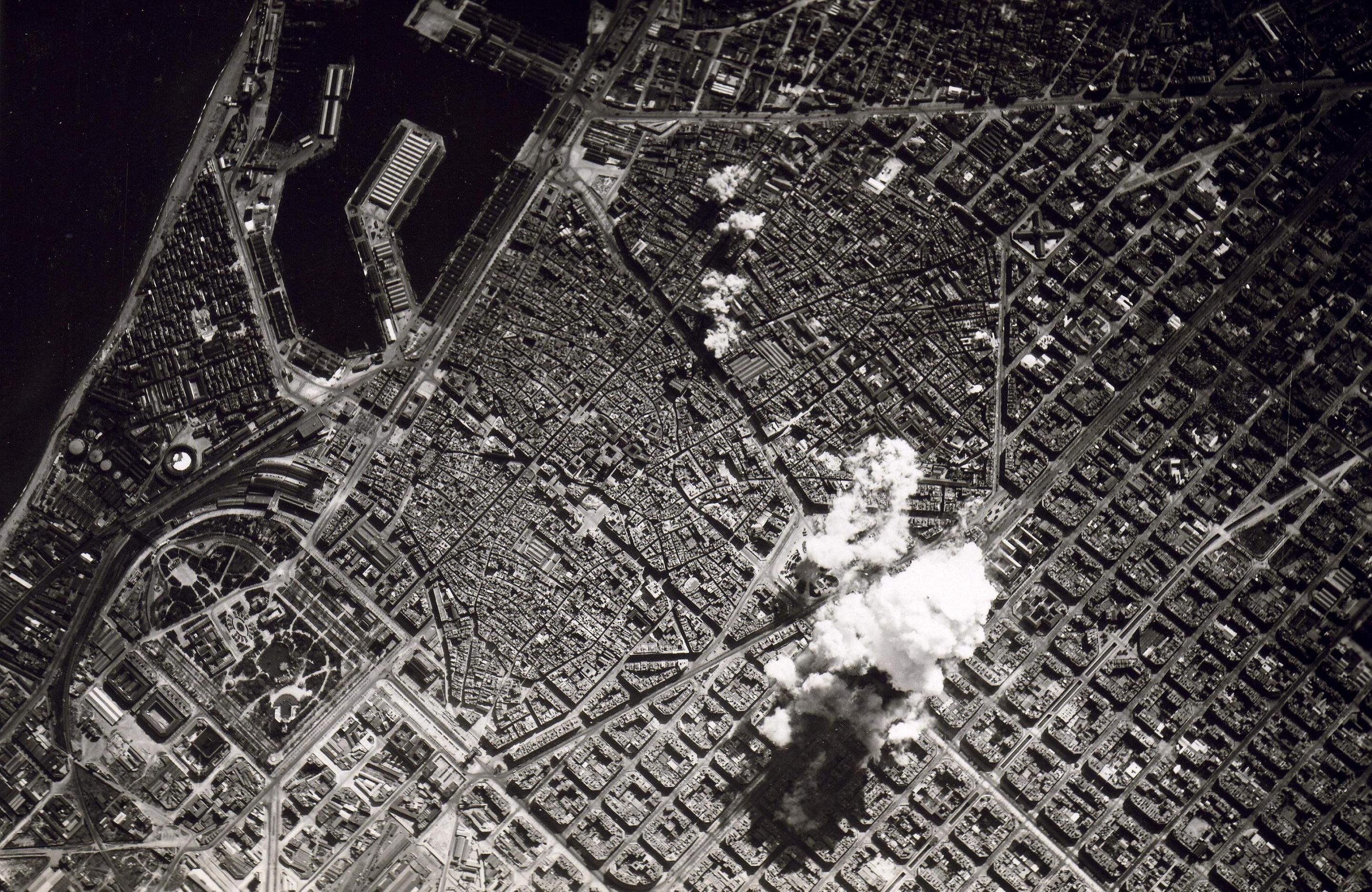
Vista aérea del bombardeo de Barcelona, en marzo de 1938, tomada desde un bombardero italiano.

Cabe destacar que en este discurso, ante unas circunstancias tan adversas e inciertas, Churchill ensalzó a la población británica a que resistieran heroicamente, de la misma forma que lo habían hecho los ciudadanos de Barcelona durante los bombardeos aéreos de la ciudad, llevados a cabo por el bando franquista, durante la Guerra civil española, declarando que:

“I do not at all underrate the severity of the ordeal which lies before us; but I believe our countrymen will show themselves capable of standing up to it, like the brave men of Barcelona and will be able to stand up to it, and carry on in spite of it, at least as well as any other people in the world. Much will depend upon this”.
“No subestimo en absoluto la gravedad de la dura experiencia que tenemos por delante, pero creo que nuestros compatriotas serán capaces de hacerle frente, al igual que lo hicieron los valientes ciudadanos de Barcelona, de mantenerse en pie y seguir adelante a pesar de ello; al menos tan bien como cualquier otro pueblo del mundo. Mucho dependerá de esto”
Winston Churchill. Cámara de los Comunes. (18 de junio de 1940).

### Jardines de Winston Churchill en Barcelona
Por otro lado, a raíz de haberlas pronunciado, años más tarde, el 15 de diciembre de 2012, el Ayuntamiento de Barcelona inauguró un espacio público, un parque urbano, que lleva el nombre de Churchill en su honor, los Jardines de Winston Churchill, en el barrio de Las Tres Torres, además, se instaló una escultura, obra de Pep Codó, en su memoria. En el acto de ese día, el alcalde de Barcelona, Xavier Trias, destacaría dichas palabras como uno de los principales elementos que le hacían merecedor del reconocimiento público de la ciudad.